# Manuel de la Puente y Lavalle
Manuel de la Puente y Lavalle (Barranco, 14 de enero de 1922-Lima, 10 de agosto de 2007) fue un jurista y profesor peruano.

## Biografía
Proveniente de una ilustre familia limeña, fue hijo de José Rafael de la Puente Bustamante y Susana de Lavalle y García. Su padre era nieto de los condes del Portillo, mientras que su madre, nieta de José Antonio de Lavalle y sobrina del expresidente Manuel Pardo y Lavalle. 
Realizó sus estudios escolares en los colegios Sagrados Corazones Recoleta de Barranco y Champagnat de Miraflores antes de ingresar a la Facultad de Derecho de la Pontificia Universidad Católica del Perú, de la que se graduó de bachiller con una destacada tesis sobre responsabilidad civil (1946) y recibió el título de abogado (1947). Hacia 1950 ingresó al estudio de Luis Echecopar García, del que fue socio principal y, luego, consultor hasta su muerte. 
En 1953, ingresó a su antigua facultad como profesor en la cátedra de Derecho Civil, desempeñándose luego como profesor principal de la especialidad de Derecho de los Contratos. Fue, asimismo, miembro del Consejo de Facultad y presidente de la Comisión Coordinadora del Doctorado en Derecho. En 1976, recibió el doctorado con una tesis sobre el estudio contractual que publicaría pocos años después en dos tomos convirtiéndose en un referente en la materia.
Considerado uno de los más destacados especialistas del derecho civil en su país, fue miembro de la Comisión Revisora del Código Civil de 1936 y presidente honorario de la Comisión Especial para la Reforma del Código Civil (1983). El producto de la comisión que dirigió fue el Código Civil de 1984, cuyo Libro VII relativo a la sección de contratos fue, en gran parte, de su autoría.
De la Puente fue vicepresidente de la Comisión Nacional Supervisora de Empresas y Valores (1982-1985), presidente del Jurado de Honor de la Magistratura para la designación de los jueces supremos (1993-1994) y presidente del Consejo Superior de Arbitraje de la Cámara de Comercio de Lima. Fue, además, académico de número de la Academia Peruana de Derecho y miembro de la Association Henri Capitant.

## Publicaciones
- Las lagunas del Derecho y la interpretación. 1945
- La Responsabilidad Civil en el Derecho Aeronáutico. Daños causados por aeronaves a terceros en superficie. 1946
- Estudios sobre el contrato privado (dos tomos). 1983
- El contrato en general (6 tomos). 1991
- Estudios sobre el contrato de compraventa. 1999
- Contrato y mercado (junto a Carlos Cárdenas Quirós y Walter Gutiérrez Camacho). 2000
- Incumplimiento contractual y tutela del acreedor. 2007